# Cửa Nhượng
Cửa Nhượng (tên gọi khác: Cửa Kỳ La) là một cửa biển ở miền Trung Việt Nam, thuộc tỉnh Hà Tĩnh. Đây là một trong 4 cửa biển quan trọng của Hà Tĩnh về ngành ngư nghiệp.

## Vị trí địa lý
Cửa Nhượng thuộc khu vực xã Cẩm Nhượng, huyện Cẩm Xuyên, tỉnh Hà Tĩnh. Nằm cách bãi biển Thiên Cầm khoảng 1 km về phía Nam, diện tích khoảng 2,78 km², nằm vào khoản 18 độ 15'40" vĩ độ Bắc, 106 độ 7'30" kinh độ đông
Nơi diễn ra hoạt động chính của Cửa Nhượng là lạch Cửa Nhượng (lạch nhận nước từ sông Lạc Giang và sông Rác chảy ra biển), đây là nơi đậu đỗ tàu thuyền của ngư dân và trao đổi mua bán hải sản của trên 900 phương tiện tàu thuyền ở các xã vùng ven biển huyện Cẩm Xuyên và hàng trăm tàu thuyền của các tỉnh Thanh Hoá, Nghệ An, Quảng Bình...
Cửa Nhượng là nơi ra vào của khoảng 1.000 tàu thuyền ở các xã Cẩm Lĩnh, Cẩm Nhượng, thị trấn Thiên Cầm và Cẩm Lộc. Toàn xã Cẩm Nhượng hiện có 178 tàu, thuyền lớn nhỏ các loại với gần 1000 ngư dân trực tiếp lao động trên biển (dữ liệu năm 2014). Bốn tháng đầu năm 2014 sản lượng đánh bắt hải sản ở đây đạt hơn 1.000 tấn. Nơi đây ghi nhận từng có người Bồ Lô sinh sống, họ được phỏng đoán là di duệ của người Chăm thuộc nhóm người Nam Đảo cổ xưa.

## Điểm đến
Chợ cá Cồn Gò
Nằm cách xã Cẩm Nhượng khoảng 2 km, có lịch sử lâu đời. Chợ cá này là nơi buôn bán thủy hải sản đánh bắt được ở Cửa Nhượng và là nguồn cung cấp thủy hải sản chính cho người dân huyện Cẩm Xuyên và các vùng lân cận.
Cầu cửa nhượng
Cầu Cửa nhượng được khánh thành năm 2014
Đèn biển cửa Nhượng
Nằm ở bờ Nam cửa Nhượng thuộc xã Cẩm Lĩnh, huyện Cẩm Xuyên, tỉnh Hà Tĩnh